# Liste der Universitäten in Finnland
Dies ist eine Liste der Universitäten in Finnland: Es gibt in Finnland 15 Universitäten, darunter zehn Volluniversitäten, zwei Technische Universitäten, eine Handelshochschule und eine Kunsthochschule. Einen etwas speziellen Status besitzt die Verteidigungshochschule, die dem Verteidigungsministerium unterstellt und nach finnischem Recht nicht als Universität anerkannt ist.

## Volluniversitäten
- Aalto-Universität
- Åbo Akademi
- Universität Helsinki
- Universität Jyväskylä
- Universität Lappland
- Universität Ostfinnland
- Universität Oulu
- Universität Tampere
- Universität Turku
- Universität Vaasa

## Technische Universitäten
- Technische Universität Lappeenranta
- Technische Universität Tampere

## Handelshochschulen
- Hanken Schwedische Handelshochschule

## Kunsthochschulen
- Universität der Künste Helsinki

## Weitere Hochschulen
- Verteidigungshochschule
- Programme der Universität von Northampton in Finnland
- Seinäjoki University of Applied Sciences